# Žoržs Tikmers
Žoržs Tikmers (født 22. januar 1957 i Iecava) er en lettisk tidligere roer.

## Rokarriere
Tikmers roede for Dinamo i hjembyen Riga, og han var med til at vinde bronze ved junior-VM i 1975 for Sovjetunionen i otteren. Senere roede han firer med styrmand i en båd, hvis besætning også bestod af brødrene Dimants og Dzintars Krišjānis samt Artūrs Garonskis og styrmand Juris Bērziņš. I denne båd var han med til at vinde VM-sølv for Sovjetunionen i 1979.
Ved OL 1980 i Moskva var det samme båd, der deltog for Sovjetunionen. De blev blot nummer tre i indledende heat og måtte i opsamlingsheat, som de vandt og dermed sikrede sig kvalifikation til finalen. Her førte de størstedelen af løbet, men på de sidste 500 m blev de overhalet af DDR, der sikrede sig guldet, mens Tikmers og hans makkere fik sølv og Polen bronze.
Ved VM i 1981 vandt båden bronze (nu uden Garonskis), og i 1982 var han tilbage i otteren, her sammen med blandt andet brødrene Krišjānis, der vandt VM-bronze, mens hans sidste internationale mesterskab var VM 1983, hvor han roede firer uden styrmand og vandt sølv.

## Videre karriere
Tikmers sad i Letlands nationale olympiske komité i perioden 2020-2023.

## OL-medaljer
- 1980:  Sølv i firer med styrmand